# Сан Мауро Торинезе
Сан Ма̀уро Торинѐзе (на италиански: San Mauro Torinese; на пиемонтски: San Mò, Сан Мо) е град и община в Метрополен град Торино, регион Пиемонт, Северна Италия. Разположен е на 211 m надморска височина. Към 1 януари 2020 г. населението на общината е 18 908 души, от които 932 са чужди граждани.